# Your Funeral… My Trial
A Your Funeral, My Trial a Nick Cave and the Bad Seeds negyedik megjelent albuma, 1986-ból.

## Közreműködő zenészek
- Nick Cave – ének, harmonika, orgona
- Mick Harvey – dob, gitár, zongora, xilofon, basszusgitár, glockenspiel
- Barry Adamson – basszusgitár
- Blixa Bargeld – gitár, vokál
- Thomas Wydler – dob

## A számok
1. Sad Waters
2. The Carny
3. Your Funeral, My Trial
4. Stranger Then Kindness
5. Jack’s Shadow
6. Hard On for Love
7. She Fell Away
8. Long Time Man